# Beršadski
Beršadski je priimek več oseb:
- Vladimir Danilovič Beršadski, sovjetski general
- Sergej Aleksandrovič Beršadski, ruski zgodovinar in pravnik